# Серсемли
Серсемли (на гръцки: Ξηρόβρυση, Ксировриси или Ξερόβρυση, Ксеровриси, до 1927 година Σεσεμλή, Сесемли или Σερσεμλή, Серсемли) е село в Егейска Македония, Гърция, дем Кукуш, област Централна Македония със 172 жители (2001).

## География
Селото е разположено на 6 километра северно от Кукуш (Килкис).

## История

### В Османската империя
В XIX век Серсемли е турско село в каза Аврет Хисар (Кукуш) на Османската империя. В „Етнография на вилаетите Адрианопол, Монастир и Салоника“, издадена в Константинопол в 1878 година и отразяваща статистиката на населението от 1873 година, Серсемлия (Sersemlia) е посочено като селище в каза Аврет Хисар (Кукуш) с 22 домакинства, като жителите му са 70 мюсюлмани. Според статистиката на Васил Кънчов („Македония. Етнография и статистика“) в 1900 година Серсемли има 220 жители турци.

### В Гърция
В 1913 година след Междусъюзническата война селото попада в Гърция. Населението му се изселва в Турция и на негово място са настанени гърци бежанци.
През 1927 години селото е прекръстено на Ксировриси. В 1928 година селото е изцяло бежанско с 82 семейства и 230 жители бежанци.